# Вальдерьес
Вальдерье́с (фр. Valderiès, окс. Valdariás) — коммуна во Франции, находится в регионе Юг — Пиренеи. Департамент — Тарн. Входит в состав кантона Кармо-1 Ле-Сегала. Округ коммуны — Альби.
Код INSEE коммуны — 81306.

## География

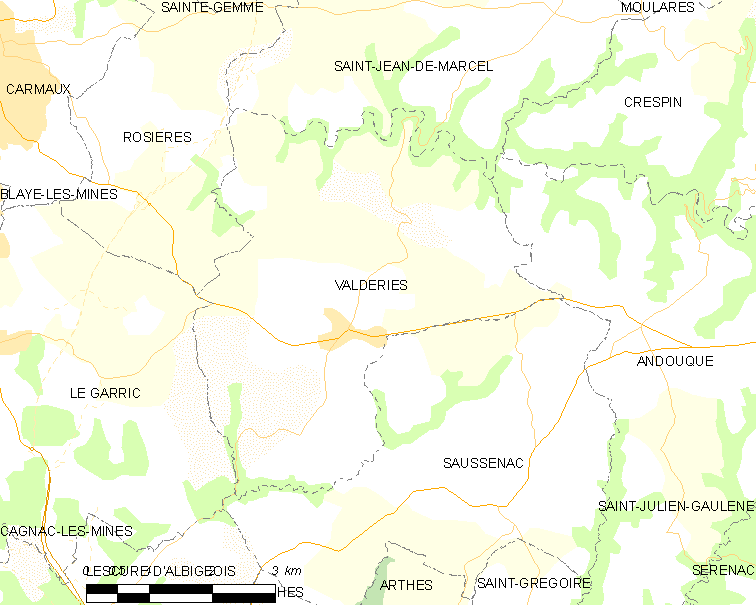
Карта коммун

Коммуна расположена приблизительно в 540 км к югу от Парижа, в 80 км северо-восточнее Тулузы, в 12 км к северо-востоку от Альби.
На севере коммуны протекает река Серу.

## Климат
Климат умеренно-океанический. Зима мягкая и дождливая, лето жаркое с частыми грозами. Ветры довольно редки.

## Население
Население коммуны на 2010 год составляло 838 человек.
| 1962 | 1968 | 1975 | 1982 | 1990 | 1999 | 2010 |
| ---- | ---- | ---- | ---- | ---- | ---- | ---- |
| 708  | 674  | 637  | 624  | 735  | 754  | 838  |

## Экономика
В 2007 году среди 572 человек в трудоспособном возрасте (15—64 лет) 423 были экономически активными, 149 — неактивными (показатель активности — 74,0 %, в 1999 году было 68,9 %). Из 423 активных работали 400 человек (208 мужчин и 192 женщины), безработных было 23 (11 мужчин и 12 женщин). Среди 149 неактивных 65 человек были учениками или студентами, 34 — пенсионерами, 50 были неактивными по другим причинам.

## Достопримечательности

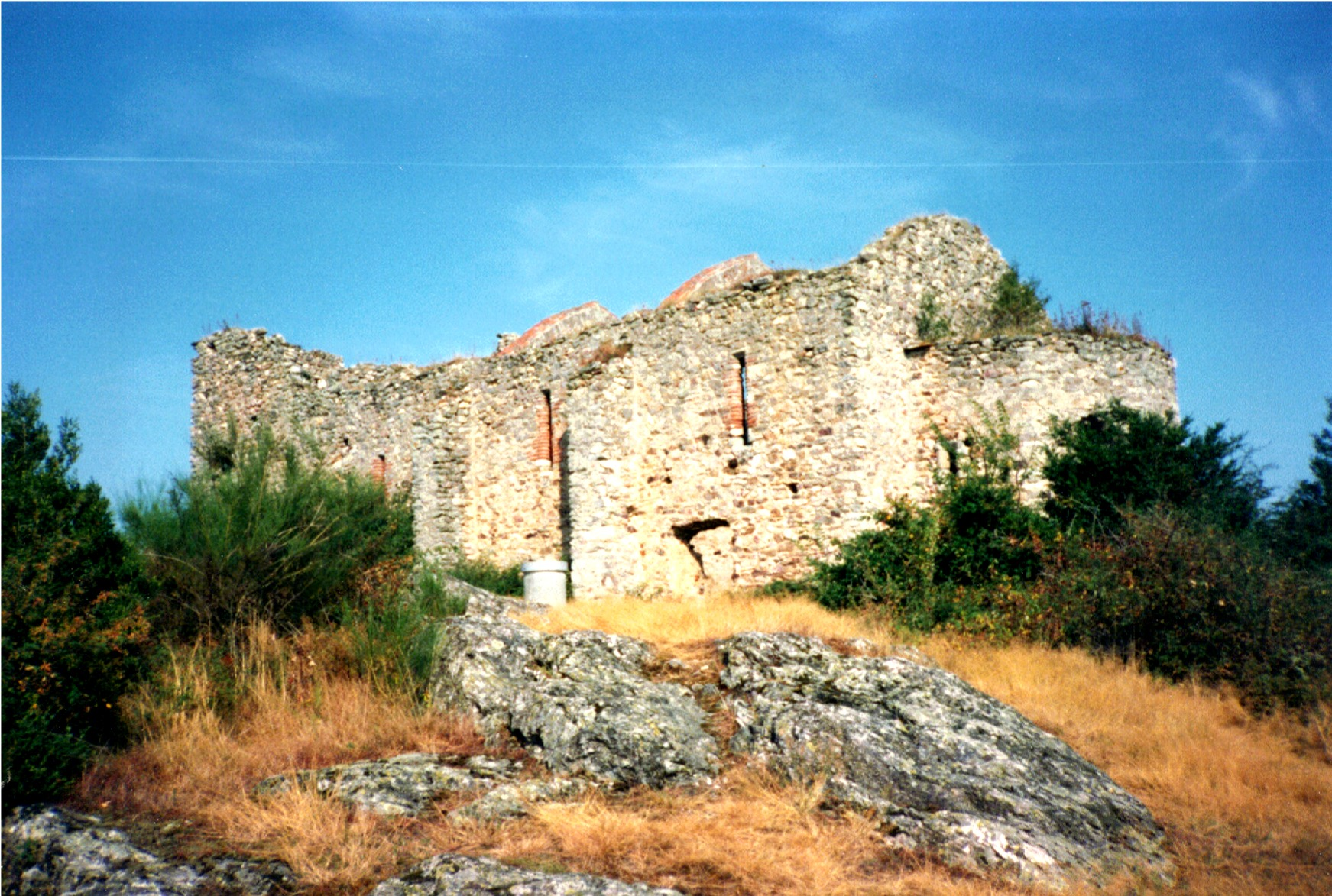
Руины аббатства Св. Георгия

- Дольмен (эпоха неолита). Исторический памятник с 1960 года.[6]